# Криворожский автобус
Криворо́жский авто́бус — транспортная система в городе Кривой Рог Днепропетровской области Украины, один из основных видов общественного транспорта в городе.

## История
В декабре 1928 года в отделе окружного планирования впервые обговорили необходимость автобусного сообщения между рудниками и центром города. Принято решение приобрести три автобуса из необходимых 26.
Городской автобусный транспорт получил бурное развитие в послевоенные годы.
По состоянию на 1969 год автобусные парки составляли 650 машин, которые обслуживали до ста автобусных маршрутов, соединивших все районы города и большинство посёлков. Общая протяжённость всех маршрутов достигала 750 км, длина некоторых маршрутов — 30—40 км. К 1969 году ежегодный автобусный пассажиропоток составлял около 100 миллионов человек.
В 1969 году ежедневно от криворожского автовокзала отправлялось 68 автобусных рейсов по 25 направлениям: в Днепропетровск отправлялся 21 рейс, в Пятихатки, Жёлтые Воды, Никополь — по 4 рейса, в Запорожье, Харьков, Днепродзержинск, Александрию — по 3 рейса, в Киев и Кременчуг — по 2 рейса, в Донецк, Иловайск, Бердянск, Полтаву, Павлоград, Николаев, Одессу и Славянск отправлялось по одному рейсу.
На 1986 год действовало 82 автобусных маршрута, общей длиной 1200 км. Автопредприятия города обслуживали 50 междугородних маршрутов, общей длиной 1674 км, в города: Киев, Харьков, Одесса, Кишинёв, Днепропетровск, Донецк, Евпатория, Мариуполь. Годовой пассажиропоток составлял 227 млн человек.
18 августа 2023 года город приобрёл 10 новых автобусов Güleryüz.

## Коммунальное предприятие
Городской троллейбус — коммунальное предприятие по организации и обслуживанию общественного транспорта в городе Кривой Рог. В состав КП «Городской троллейбус» входят троллейбусное и автобусное отделения. Автобусное отделение обслуживает 8 автобусных маршрутов, которые охватывают весь город и пригородные зоны.

## Характеристика

### Маршруты
В городе есть 8 маршрутов коммунальных автобусов:
| Номер | Маршрут                                        | Интервал, мин | Длина, км |
| ----- | ---------------------------------------------- | ------------- | --------- |
| 1     | Пл. Освобождения — М-н Всебратское-2           | 40            | 22,52     |
| 1А    | Пл. Освобождения — М-н Всебратское-2           | 35            | 22,52     |
| 4А    | Кинотеатр «Заречный» — РОФ-1                   | 25—62         | 30,08     |
| 8     | Пл. Толстого — Ж/д вокзал «Кривой Рог-Главный» | 30            | 41,65     |
| 228   | Пл. Освобождения — Северный ГОК                | 35            | 43,48     |
| 228А  | Пл. Освобождения — Северный ГОК                | 50            | 42,47     |
| 302   | Пл. Освобождения — Автостанция «Ингулец»       | 65            | 43,28     |

### Оплата проезда
До 2021 года оплата проезда осуществлялась с помощью наличных средств или безналичных средств через QR-код. Стоимость составляла 2,5 грн и 1,25 грн льготный. С 1 мая 2021 года проезд стал бесплатным для владельцев карты криворожанина и для получения проездного билета нужно было приложить карту к валидатору, с апреля 2022 года проезд стал бесплатным для всех. Сейчас сотрудники предприятия просят при наличии прикладывать карту к валидатору для изучения пассажиропотока.

### Подвижной состав
МАЗ-203, МАЗ-206, Güleryüz Cobra GD 272 LF, Mercedes-Benz Citaro EVOBUS.